# Franconia (New Hampshire)
Franconia è un comune degli Stati Uniti d'America facente parte della contea di Grafton nello stato del New Hampshire.
Sorge sulle White Mountains ed è sede del Franconia Notch State Park; il suo territorio fa parte del White Mountain National Forest ed è collocato lungo il Sentiero degli Appalachi. Località sciistica, in passato ha ospitato numerose gare della Coppa del mondo di sci alpino.